# Björn Hellberg
Björn Henry Hellberg, född 4 augusti 1944 i Borås, är en svensk journalist, författare, underhållare och dessutom ett "tennisorakel". Han har skrivit ett stort antal fackböcker, men även deckare om polisen Sten Wall. Hellberg har också deltagit i ett stort antal säsonger av TV-programmet På spåret, först som deltagare och sedan som domare. Han har i flera produktioner samarbetat med Ingvar Oldsberg, även efter På spåret.

## Biografi
Björn Hellberg föddes i Borås som son till Henry och Gudrun Hellberg. Familjen flyttade snart till Laholm där föräldrarna drev ett tvätteri. Sonen tog sedan över huset och bodde där till 2023. Han var i över 30 år aktiv tävlingsspelare och gjorde totalt 312 A-lagsmatcher för Laholms Tennisklubb. Han gifte sig och fick tre barn med sin första hustru. 1965 åkte han till Australien under 1,5 år som frilansjournalist. Under 1970-talet började han arbeta på Laholms tidning. Han träffade där sin blivande fru, Inger, medan båda var gifta på varsitt håll. De förlovade sig under Wimbledon 1979 och gifte sig samma år. Tillsammans har de två barn. Inger Hellberg fungerar numera som agent åt Hellberg.

### Journalistisk gärning
Efter sin tid som lokalreporter fokuserade Hellberg på två kärnområden: sport (framför allt tennis och särskilt Wimbledonmästerskapen) och kuriosa. 

### Tennis och annan sport
Han har som journalist bevakat många olika idrotter (och dessutom bland annat varit huvudspeaker i VM i brottning 1993 och VM i friidrott 1995), men det är inom tennisen han har blivit internationellt känd. Hans tennistexter finns publicerade i ett 25-tal länder i sex världsdelar. Hellberg har bevakat sporten för en mängd olika medier och rapporterat från världens största turneringar, något som gett honom epitetet "tennisorakel". I Wimbledon har han inte missat en enda dag sedan premiärvisiten under Wimbledonmästerskapen 1967, det sista året som enbart amatörer tävlade.
Inom sporten har Hellberg varit en ofta förekommande gäst i Tipsextra, studiovärd i vinter-OS i Albertville 1992 (SVT), ständig studiogäst i sommar-OS i Atlanta 1996 (TV4), konsult i SVT-studion vid vinter-OS i Salt Lake City 2002, Sportcentralen 2012-13 (TV4) m.m.
Hellberg har rapporterat för Radiosporten från mängder av Grand Slam-tävlingar och Davis Cup-matcher, många gånger ihop med Mats Strandberg. Redan 1960 (som 16-åring) fick han agera bisittare åt Sven Jerring under radiosändningar av matcher i Båstad.
Han har gett ut ett flertal böcker om tennis, bland annat en biografi över Björn Borg (1977) och en översikt över det svenska tennisundret (1985). Därutöver har han skrivit flera andra böcker om sport.
Hellberg är ända sedan starten 1976 ordförande i de svenska tennisjournalisternas förening Grus & Gräs och styrelseledamot för Sveriges tennismuseum
Tillsammans med Ingvar Oldsberg fungerade Hellberg som studiovärd i Stockholm under vinter-OS i Albertville 1992. Deras positiva inställning till Norges framgångar, medan Sveriges medaljskörd var mager, gjorde att de blev hyllade i Norge och till och med fick norskt medborgarskap och varsitt medföljande alias (Hellbakken respektive Oldsmo) under direktsändning i TV från Karl Johan i Oslo. Väl hemma igen, skojade Hellberg att han kunde tänka sig att flytta till Norge om han inte fick "en staty eller en gata uppkallad efter mig". I Laholm fick han samma år gatan Hellbakken uppkallad efter sig.

### Kuriosa-expert och På spåret
Under slutet av 1970-talet arbetade han bland annat som frågekonstruktör för TV-programmet Gomorron Sverige med programledaren Lennart Hyland.
Hellberg deltog i TV-programmet På spåret i drygt 20 år. Han inledde som tävlande och ställde upp fyra gånger då han också vann tävlingen: 1988 tillsammans med Mats Strandberg och Bengt Grive, 1990 tillsammans med Strandberg och Joakim Nyström samt 1991 och 1993 med Strandberg och Grive. Sveriges Television ville därefter förhindra Hellberg från att dominera tävlingen framöver (se Peter Polkander-syndromet). Därefter blev han domare och frågekonstruktör fram till 2009 med undantag av 2004 då han av tidsbrist inte kunde medverka och ersattes av Carl-Jan Granqvist.

### Övrig underhållning
På underhållningssidan har Hellberg medverkat i ett stort antal produktioner, många ihop med parhästen Ingvar Oldsberg på Sveriges Television, till exempel Oldsberg för närvarande.
Hellberg låg själv bakom SVT-satsningarna Ordtennis (1993) och På året (1998). Dessutom har han medverkat i programmen Snacka om nyheter, På ren svenska, och Rena rama sanningen.
Den 2 augusti 2002 var Björn Hellberg värd för radioprogrammet Sommar.
Under 2011 meddelade dock Hellberg och Oldsberg att de tänkt gå över till TV4. Deras första program där var Slaget om Sverige. De följde upp med Sverigequizen 2013.
2011 vann Hellberg ihop med hustrun Inger i TV4-programmet Herr och fru.

### Författarskap
Hellbergs produktivitet är synnerligen omfattande: 67 fackböcker och skönlitterära titlar, medverkan i ytterligare cirka 350 böcker, ett 30-tal noveller, tiotusentals artiklar[källa behövs] i tidningar och tidskrifter. Som författare är Hellberg mest känd för sina många böcker med kommissarie Sten Wall i huvudrollen. Böckerna utspelas i den fiktiva orten Staden (med tydliga drag av Laholm). Hellberg utgår i sina böcker ofta från speciella teman: mobbing, rasism, idoldyrkan, satanism, religiös fanatism med mera.
Hellberg berättar om ursprunget till Wall:
| ” | Björn Hellberg jobbade som journalist i Kristianstad när skådespelerskan och sexsymbolen Jayne Mansfield kom på besök. 23-åringen var intresserad av den kvinnliga geografin och när det "topografiska praktexemplaret", "som en italiensk serpentinväg", visade upp sig på presskonferensen blev han på något sätt inspirerad att börja skriva böcker. Det behövdes ett hjältenamn. – Jag tänkte att jag skulle ta namnet från den första person jag träffade. Det var en man från Härjedalen som hette Lars-Göran Stenwall. Jag tyckte det var för långt, så jag delade upp efternamnet till Sten Wall, berättar Björn Hellberg. | „ |
| – | |   |

### Deckare

#### Sten Wall-serien
- Gråt i mörker: thriller. Stockholm: Rabén & Sjögren. 1981. Libris 7235022. ISBN 912955103X
  - Ehrenmord. Übersetzung Christel Hildebrandt, Argon, Berlin 2002, ISBN 3-87024-542-5. (schwedisch Gråt i mörker, 1998)
- Födde: en dotter. Helsingborg: NordJem. 1988. Libris 7644119. ISBN 9174820117
- Dråpslaget: [en kriminalroman]. Göteborg: Tre böcker. 1992. Libris 7592862. ISBN 9170291004
- Rovlystnad: [en kriminalroman]. Göteborg: Tre böcker. 1993. Libris 7592879. ISBN 9170291179
- Inte önskvärd: [en kriminalroman]. Göteborg: Tre böcker. 1994. Libris 7592909. ISBN 9170291489
- Slutkört: [en kriminalroman]. Göteborg: Tre böcker. 1995. Libris 7592933. ISBN 9170291748
- Då dagboken dog: [en kriminalroman]. Göteborg: Tre böcker. 1996. Libris 7592952. ISBN 9170291934
- Gräddhyllan: [kriminalroman]. Göteborg: Tre böcker. 1997. Libris 8369473. ISBN 9170293252
- Hedersmord: [kriminalroman]. Göteborg: Tre böcker. 1998. Libris 8369474. ISBN 9170293503
- Panelhönan: [kriminalroman]. Göteborg: Tre böcker. 1999. Libris 7593042. ISBN 9170293848
  - Mauerblümchen. Übersetzung Christel Hildebrandt, Fischer-Taschenbuch-Verlag, Frankfurt am Main 2004, ISBN 3-596-15320-4. (schwedisch Panelhönan, 1999)
- Tacksägelsen: [kriminalroman]. Göteborg: Tre böcker. 2000. Libris 7593067. ISBN 9170294119
  - Todesfolge. Übersetzung Astrid Arz, Fischer-Taschenbuch-Verlag, Frankfurt am Main 2004, ISBN 3-596-16089-8. (schwedisch Tacksägelsen, 2000)
- Misstaget (minideckare, 2000) ISBN 91-534-2217-1
- Hotelldöd: tre kriminalberättelser. En lätt pocket, 99-2600278-1. Stockholm: LL-förl. 2001. Libris 7779673. ISBN 9189451082
- Den grå: [kriminalroman]. Göteborg: Tre böcker. 2001. Libris 7593098. ISBN 9170294437
  - Grabesblüte. Übersetzung Astrid Arz, Fischer-Taschenbuch-Verlag, Frankfurt am Main 2005, ISBN 3-596-16643-8. (schwedisch Den grå, 2001)
- Funny Fanny: [kriminalroman]. Göteborg: Tre böcker. 2002. Libris 8422712. ISBN 9170294690
  - Quotenmord. Übersetzung Astrid Arz, Fischer-Taschenbuch-Verlag, Frankfurt am Main 2006, ISBN 978-3-596-16644-2. (schwedisch Funny Fanny, 2002)
- Dödslängtan: en roman i Sten Wall-serien. Stockholm: Ordupplaget. 2006. Libris 10164868. ISBN 9189618866
- Trofésamlaren: [en Sten Wall-deckare]. Stockholm: Lind & Co. 2007. Libris 10434657. ISBN 9789185801107
- Nattvandraren: [en Sten Wall-deckare]. Stockholm: Lind & Co. 2008. Libris 10903342. ISBN 9789185801305
- Den flerfaldige mördaren: [en Sten Wall-deckare]. Stockholm: Lind & Co. 2010. Libris 11748651. ISBN 9789185801923
- Sankte Per: [en Sten Wall-deckare]. Stockholm: Lind & Co. 2011. Libris 12087306. ISBN 9789174610390
- Skarprättaren: [en Sten Wall-deckare]. Stockholm: Lind & Co. 2012. Libris 12480302. ISBN 9789174610888
- Skumrask: [en Sten Wall-deckare]. Stockholm: Lind & Co. 2013. Libris 13761757. ISBN 9789174611625
- Dödsdrycken: [en Sten Wall-deckare]. Stockholm: Lind & Co. 2016. Libris 19088215. ISBN 9789174615685
- Likspett. Stockholm: Lind & Co. 2017. Libris 20340126. ISBN 9789174619348
- Narrspegel. Sten Wall-deckare. [Stockholm]: Lind & Co. 2020. Libris v607tkjzsk7phj0c. ISBN 9789179032524
- Lastbart. [Stockholm]: Lind & Co. 2021. Libris 6ksj8mq04683d205. ISBN 9789179035464
- Vena Amoris. Stockholm: Lind & Co. 2022. Libris zd0f8cdvw4fkwg9z. ISBN 9789180184137
- Den ultimata stölden. Stockholm: Lind & Co. 2023. Libris s88d9mddqfq3xdbl. ISBN 9789180187039
- Rendezvous. Stockholm: Lind & Co. 2024. Libris 6p3xxxrj4g0456b4. ISBN 9789180532716
- Villostråt: Lind & Co. 2025. ISBN 9789180536073

#### Loviken-serien
- Paria: polisroman. Stockholm: Ordupplaget. 2003. Libris 8914079. ISBN 9189618262
- Club Karaoke: polisroman (1. uppl.). Stockholm: Ordupplaget. 2004. Libris 9470233. ISBN 9189618521
- Dominans: polisroman. Stockholm: Ordupplaget. 2005. Libris 9722913. ISBN 9189618661
- Fallet Martin Felt: [kriminalroman]. Stockholm: Lind & Co. 2009. Libris 11434513. ISBN 9789185801749
- De tysta. Stockholm: Lind & Co. 2014. Libris 15146553. ISBN 9789174612714
- De hatiska. Stockholm: Lind & Co. 2015. Libris 17400656. ISBN 9789174613797

### Övrigt skönlitterärt
- Förhäxad (roman, 1998) ISBN 91-7029-345-7
- Pojken som inte ljög (barnbok, 2004) ISBN 91-85936-62-6
- Den vita döden (kriminalroman, 2009) ISBN 978-91-85801-65-7

### Idrottsböcker
- Blått ett lag i Halmstad – HBK 80 år (red, 1994) ISBN 91-8854-030-8
- Sportquiz (tillsammans med Johan Erséus och Stefan Holm, 2013) ISBN 978-91-7424-355-0

#### Tennis (urval)
- Tennisarenans giganter (1969)
- När Sverige vann Davis Cup (1976) ISBN 91-5280-138-1
- Björn Borg (1977) ISBN 91-5280-198-5
- Wimbledon – Tennisgiganternas arena : Wimbledon genom 100 år (1978) ISBN 91-5280-250-7
- Legendariska gestalter i tennishistorien (1979) ISBN 91-5280-283-3
- Det svenska tennisundret (1985) ISBN 91-7482-003-6
- Game, Set – Grand Slam (1989) ISBN 91-7482-018-4
- Svenska Tennisförbundet 100 år (red, 2006) ISBN 91-6318-820-1

## Utmärkelser (urval)
- Hedersmedborgare nr 1 i Laholm (1992)
- Spångens deckarpris (1993)
- Filipstads ambassadör 2000
- Svenska Tennisförbundets högsta utmärkelse (2004)
- Deckarpriset Temmelburken 2006
- Swedish Tennis Hall of Fame (2011)